# Hydrolea corymbosa
Hydrolea corymbosa, višegodišnja biljka iz roda hidroleja, porodica Hydroleaceae. Vrsta je endemična za Sjevernu Ameriku: Florida, Georgia i Južna Karolina, gdje jepoznata kao “plavi nebeski cvijet” (“Blue skyflower”).
Vrsta je opisana u A Sketch of the Botany of South-Carolina and Georgia 1(4): 336. 1817.

## Opis
Hydrolea corymbosa je zeljasta višegodišnja divlja cvjetnica koja ostaje neupadljiva sve dok se ne pojave njegovi svijetli i lijepi cvjetovi. Rađaju se u završnim ili aksilarnim gronjama (corymbus je gronja, otuda i naziv vrste corymbosa), sjajni plavi do ljubičasti cvjetovi imaju peterodijelni vjenčić. Niti su duge, protežu se daleko izvan cvijeta; prašnici su prekriveni svijetlim ružičasto-narančastim peludom. Stil je također izdužen. Gornje stabljike mogu biti dlakave; donje stabljike su glatke. Listovi su sjedeći i eliptični do lancetasti s nazubljenim rubovima. Naizmjenično su raspoređeni. Plod je neugledna čahura ovalnog oblika.
Cvjetovi nebeskog cvijeta obično se otvaraju ujutro i blijede prema kraju dana. Biljke prirodno rastu u slatkovodnim močvarama, barama, jarcima i vlažnim borovim šumama. Obično cvate od ljeta do kasne jeseni. Cvijeće ne proizvodi mnogo nektara, pa su leptiri rijetki posjetitelji. Privlače uglavnom pčele, koje su neophodne za samooprašivanje biljke.

## Sinonimi
- Nama corymbosa (J.F.Macbr. ex Elliott) Kuntze; Revis. Gen. Pl. 2: 435 (1891)